# Phyllurus ossa
Phyllurus ossa (маккейські листохвостий гекон) — вид геконоподібних ящірок родини Carphodactylidae. Ендемік Австралії.

## Підвиди
Виділяють три підвиди:
- Phyllurus ossa ossa Couper, Covacevich & Moritz, 1993 — гора Осса[en];
- Phyllurus ossa hobsoni Couper & Hoskin, 2013 — околиці Просерпайна;
- Phyllurus ossa tamoya Couper & Hoskin, 2013 — острови Вітсандей.

## Поширення і екологія
Маккейські листохвості гекони мешкають у прибережних районах на сході Квінсленда, в околицях Маккая, а також на сусідніх островах. Вони живуть у вологих тропічних лісах, серед каміння. Ведуть деревний спосіб життя.